# День святого Стефана
День Святого Стефана, також званий Святом Святого Стефана або Стефановим (Степановим) днем — християнське свято на честь святого Стефана, першого християнського першомученика, який відзначається 26 грудня в західному християнстві та 27 грудня в східному християнстві. У західних християнських деномінаціях День святого Стефана знаменує другий день Різдва, а в східних — третій день Різдва Христового.
Це офіційне релігійне свято в Ельзасі-Мозелі, Австрії, Балеарських островах, Боснії та Герцеговині, Каталонії, Хорватії, Чехії, Данії, Естонії, Фінляндії, Німеччині, Греції, Угорщині, Республіці Ірландія, Італії, Люксембурзі, Чорногорії, Північній Македонії, Норвегії, Польщі, Румунії, Сербії, Словаччині, Словенії, Україні, Швеції, Швейцарії та Ньюфаундленді. Ця дата також є державним святом у тих країнах, які відзначають День подарунків на додаток до Дня святого Стефана або замість нього, наприклад в Австралії, Канаді, Новій Зеландії, Південній Африці та Великій Британії.

## Історія

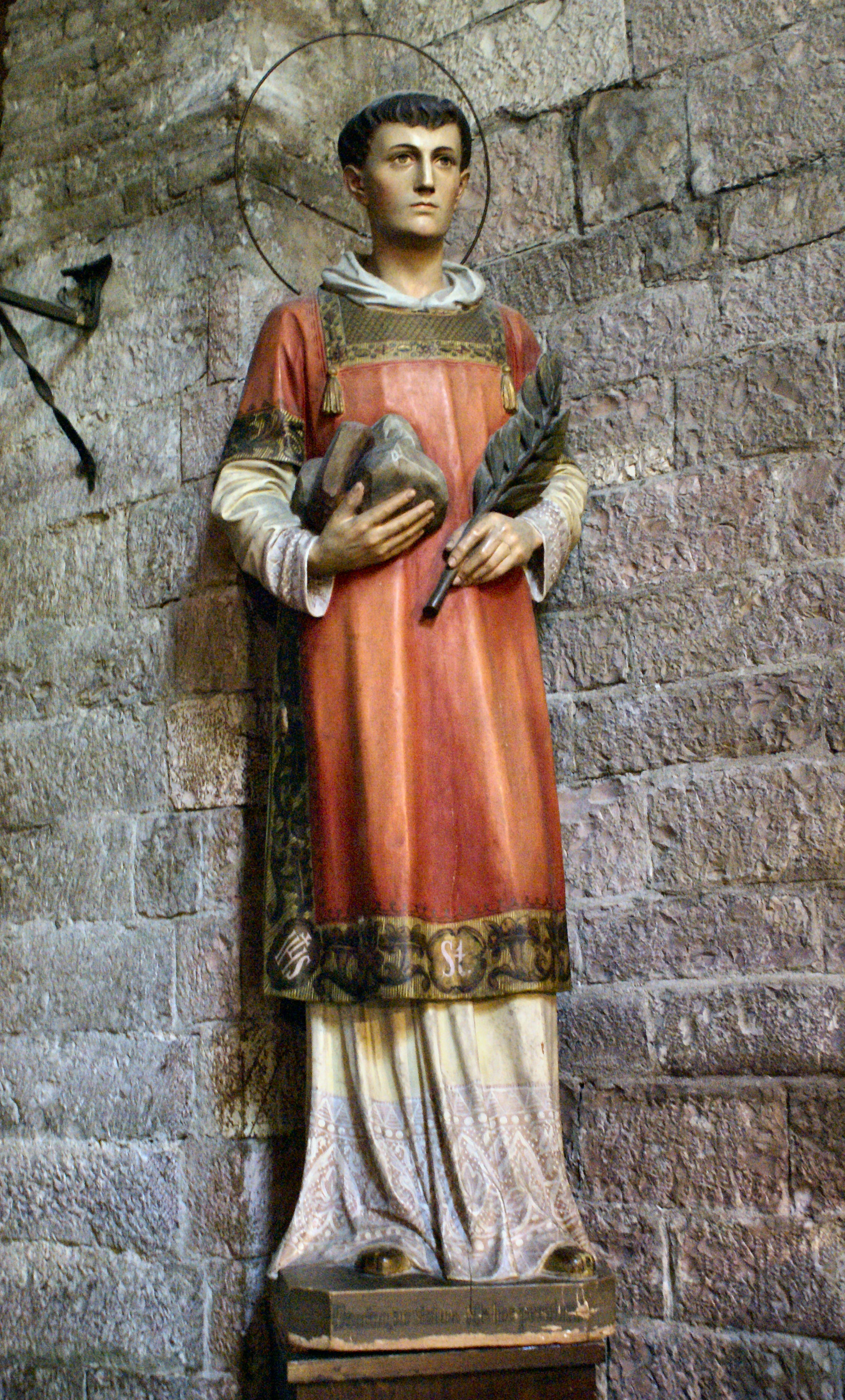
Статуя святого Стефана, розташована в католицькій церкві в Італії, присвяченій мученику.

День Святого Стефана є третім днем (у західному християнстві — другим днем) Різдва і відзначається на честь одного з перших християнських мучеників, Святого Стефана, якого забили камінням до смерті в 36 році нашої ери.

## Святкування по країнах

### Україна
День святого Стефана (Степана) відзначається у третій день Різдва Христового — 27 грудня.
Святий Стефан (Степан) у народі шанувався як покровитель домашньої худоби, особливо коней. Цього дня господарі винаймали пастухів на наступний сезон. Для цього влаштовували спільну трапезу. Коней на Стефана поїли й годували з срібного посуду: вважалося, що це вбереже тварин від хвороб. Дівчата за допомогою спеціального обряду «змивали» печаль з серця. У спеціальну, «пагубну» чашу вони зливали воду, щоб «сховати» тугу з серця.

### Ірландія

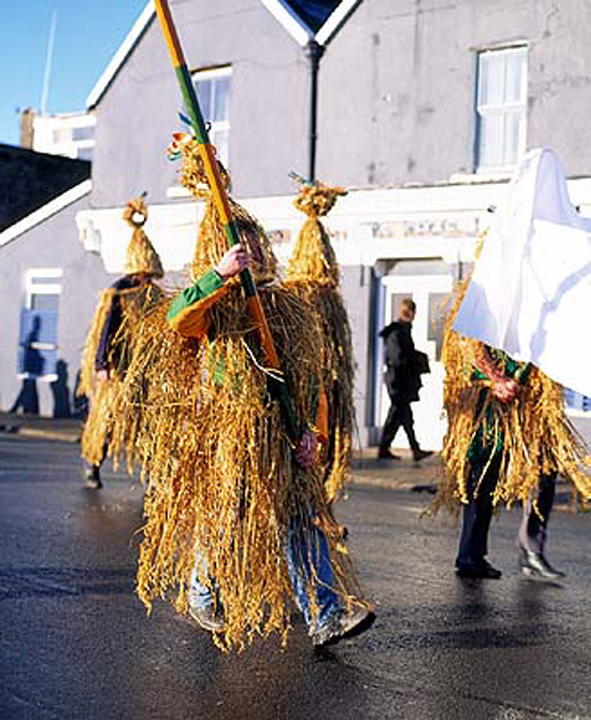
Ренбойс на День Рена в Дінглі, графство Керрі, Ірландія.

В Республіці Ірландія цей день є одним із дев'яти офіційних державних свят. Його назву іноді скорочують до «Дня Стефана», особливо в неофіційному контексті.
Ірландською мовою свято називається Lá Fhéile Stiofáin або Lá an Dreoilín, тобто День Рена У цьому контексті слово «крапивник» часто вимовляється як «ран». Ця назва пов'язана з кількома легендами, зокрема легендами ірландської міфології, які пов'язують епізоди життя Ісуса з птахами родини воловоочкових. Люди одягаються в старий одяг, носять солом'яні капелюхи і ходять від дверей до дверей з фальшивими воловоочковими (раніше справжніх воловоочкових вбивали), танцюють, співають і грають музику. Ця традиція менш поширена, ніж кілька поколінь тому. Залежно від того, в якому регіоні країни, вони називаються «ренбоями» і ряджениками. Щороку в цей час у селі Нью-Інн, графство Голвей, і Дінгл, графство Керрі, проводиться фестиваль ляльок. Подібний фестиваль також є великою традицією в графстві Фермана в Ольстері. День Святого Стефана — популярний день для відвідування рідних і відвідування театру, щоб побачити пантоміму.
У більшій частині Ольстера на півночі Ірландії цей день зазвичай відомий як День подарунків, особливо в Північній Ірландії та графстві Донегол (головним чином у Східному Донегалі та Інішоуені).

### Уельс
День Святого Стефана в Уельсі відомий як Gŵyl San Steffan, відзначається щороку 26 грудня. Один із стародавніх валлійських звичаїв, припинений у XIX столітті. Згідно з цими традиціями пускали кров з худоби та билки гілками падуба (так званий «холмінг») тих, хто пізно встає, і служниць. Вважається, що така церемонія приносила удачу.

### Каталонія, Балеарські острови, Валенсія (Іспанія)
День Святого Стефана (Sant Esteve) 26 грудня в Каталонії офіційний вихідний. Традиційно його відзначають святковою трапезою, до складу якої входять canelons. Трубочки з макаронами фаршировані м'ясним фаршем, до якого можна додавати залишені з попереднього дня escudella i carn d'olla, індичку або capó. На каталонськомовних територіях цей день також відомий як Друге Різдво або Феста Митьяна. У регіоні Валенсії традиція — їсти 25 грудня з боку матері, а 26 грудня — батька. Історично каталонські канікули, що починаються наступного дня після Різдва можуть бути пов'язані з практичною потребою повернутися додому після Різдвяних зустрічей і можуть сягати часів Каролінгської імперії.

### Ельзас і Мозель
День Святого Стефана (La Saint-Étienne) відзначається як державне свято в рамках народних традицій Німеччини.

### Австрія, Німеччина, Нідерланди, Чехія, Словаччина та Польща
Stephanitag є державним святом в переважно католицькій Австрії. У Віденській архиєпархії день святого покровителя Стефана відзначається навіть у день Святого сімейства. Подібно до суміжних регіонів Баварії, згідно з численними стародавніми звичаями, які все ще зберігаються донині, тут відбуваються церемоніальні катання на конях або обряд «забивання камінням», який святкують молоді люди після відвідування меси.
26 грудня — другий день Різдва (нім. zweiter Weihnachtsfeiertag, нід. tweede kerstdag, чеськ. druhý svátek vánoční) — державне свято в Польщі, Німеччині, Нідерландах та Чехії.

### Республіка Сербська
Святий Стефан також є святим покровителем Республіки Сербської, однієї з адміністративних утворень Боснії та Герцеговини. День Святого Стефана, 9 січня, відзначається як День Республіки Сербської або День Республіки, хоча переважно в останні десятиліття відзначають річницю подій 1992 року, а не як релігійне свято.

### Фінляндія
Найвідоміша традиція, пов'язана з Днем Стефана (фін. tapaninpäivä) — це «їзда на День Стефана», яка передбачає катання на санях запряженими кіньми. Ці веселі прогулянки вулицями села контрастували з мовчазним і благочестивим настроєм попередніх різдвяних днів.
Ще однією давньою традицією були паради зі співаками та людьми в різдвяних костюмах. У деяких районах ці паради були пов'язані з перевіркою майбутніх наречених. Степанів день також був популярним днем для весілля. У ці дні спорідненою традицією є танці на День Стефана, які проводяться в кількох ресторанах і танцювальних залах.

### Болгарія
У Болгарії православна церква святкує День Святого Стефана, також званий Стефанів день (болг. Стефанов ден), на третій день Різдва — 27 грудня. Цього дня іменинникам дарують подарунки.